# Ludwig Mayr-Falkenberg
Ludwig Mayr, ab 1941 Ludwig Mayr Falkenberg (* 8. Oktober 1893 in Straubing; † 18. April 1962 in Obergünzburg) war ein deutscher Diplomat und Verwaltungsbeamter (Landrat). Er war unter anderem Generalkonsul in Genua, Hoher Kommissar der Reichsregierung für die Südtiroler Umsiedlung während des Zweiten Weltkriegs sowie Landrat von Marktoberdorf in der Nachkriegszeit.

## Leben

### Jugend und Ausbildung
In seiner Jugend besuchte Ludwig Mayr ein Gymnasium in Straubing, wo er im Juli 1912 das Abitur bestand. Anschließend diente er vom 1. Oktober 1912 bis zum 30. September 1913 als Einjährig-Freiwilliger in der Bayerischen Armee. Er studierte von 1912 bis 1914 und erneut ab 1919 Rechtswissenschaft an der Ludwig-Maximilians-Universität München. 1913 wurde er im Corps Ratisbonia München aktiv.
Nach dem Ausbruch des Ersten Weltkriegs trat Mayr erneut in die Bayerische Armee ein, mit der er vom 4. August 1914 bis 31. Dezember 1918 gegen die Mittelmächte kämpfte. Im Jahr 1918 wurde er zum Oberleutnant befördert. Nach dem Ende des Krieges setzte er sein Studium fort. Das erste juristische Staatsexamen bestand er im Juni 1919. Im selben Jahr promovierte er an der Friedrich-Alexander-Universität Erlangen zum Dr. iur. mit Prüfungsdatum vom 31. Oktober 1919.  
Ab Oktober 1919 war Mayr im Rahmen seines juristischen Vorbereitungsdienstes im bayerischen Justiz- und Verwaltungsdienst beschäftigt. Er schloss seine Ausbildung schließlich am 13. Oktober 1921 mit dem Bestehen der zweiten juristischen Staatsprüfung ab. Anschließend arbeitete er von 1921 bis 1923 als Rechtsanwalt in Straubing.

### Laufbahn im Auswärtigen Dienst (1923 bis 1945)
1923 gab Mayr den Rechtsanwaltsberuf auf. Stattdessen bewarb er sich für den Auswärtigen Dienst, in den er schließlich mit Einberufungsdatum vom 19. Mai 1923 aufgenommen wurde und in dem er zweiundzwanzig Jahre verbleiben sollte. Mayrs Dienstantritt im Auswärtigen Amt erfolgte am 2. Juni 1923. Dort wurde er zunächst als Attaché in der Abteilung IVa (Osteuropa, Skandinavien) verwendet und durchlief den diplomatischen Vorbereitungsdienst, den er mit dem Bestehen der diplomatisch-konsularischen Prüfung am 4. Dezember 1925 abschloss. An Sprachen beherrschte er Italienisch, Spanisch, Französisch und Englisch.
Zum 15. Oktober 1926 wurde Mayr dem Generalkonsulat in Posen als Mitarbeiter mit der Amtsbezeichnung eines Vizekonsuls zugeteilt. Seinen Dienst dort trat er am 22. Oktober 1926 an. Dort verblieb er bis zum 4. Mai 1927. Zum 7. April 1927 wurde Mayr dann als Legationssekretär (offizielle Beförderung zum 21. Mai 1927) an die deutsche Gesandtschaft in Santiago in Chile versetzt, wo er seinen Dienst am 1. Juli 1927 antrat. Dort blieb er bis zum 13. Dezember 1928.
Am 14. Dezember 1928 wechselte Mayr zur deutschen Gesandtschaft in Buenos Aires, wohin er am 17. September 1928 versetzt worden war. Dort wurde er bis zum 15. März 1931 beschäftigt. Unterbrochen wurde diese Tätigkeit von der Verwendung als kommissarischer Leiter der deutschen Gesandtschaft in La Paz in Bolivien in der Zeit vom 1. Mai bis 11. Dezember 1929.
Am 3. Oktober 1931 kehrte Mayr in das Auswärtige Amt in Berlin zurück, wo er fortan in der Abteilung V (Recht) und in dieser im Referat Z (Internationaler Rechtsschutz; später in Referat C umbenannt), eingesetzt wurde. Am 22. Februar 1934 wechselte er in die Abteilung I (Personal und Verwaltung), in der er im Referat H (Personalien des Höheren Dienstes) die Bearbeitung der Sachgebiete „Wahlkonsuln und Sachverständige“ innehatte. Diese Tätigkeit übte er mehrere Jahre aus und wurde in ihrem Verlauf am 5. März 1934 zum Legationsrat und am 23. September 1935 zum Legationsrat I. Klasse befördert.
Kurz nach dem Machtantritt der Nationalsozialisten trat Mayr zum 1. Mai 1933 der NSDAP (Mitgliedsnummer 3.284.555) und zum 9. November desselben Jahres der SA bei. Er nahm auch an offiziellen Anlässen wie diplomatischen Diners und Empfängen häufiger in SA-Uniform teil. In der SA erreichte Mayr seinen höchsten Rang am 30. Januar 1941 mit der Beförderung zum SA-Brigadeführer (Stellung als Brigadeführer z. b. V. [= zur besonderen Verwendung]).
Im 1937 wurde Mayr als Vortragender Legationsrat zunächst kommissarisch der Deutschen Botschaft in Rom zugeteilt, um anschließend als Generalkonsul nach Genua versetzt zu werden. Während dieser Zeit änderte er seinen Namen am 27. September 1941 in Mayr-Falkenberg. 
Ab Oktober 1941 bekleidete Mayr-Falkenberg – weiterhin im Rang eines Gesandten – das Amt des Hohen Kommissars der Reichsregierung für die Südtiroler Umsiedlung in Bozen. Sein Dienstantritt erfolgte am 5. November 1941. Er verblieb auf diesem Posten bis zum 29. Juni 1943.
Am 26. Mai 1943 wurde Mayr-Frankenberg zum Vertreter des Auswärtigen Amtes beim deutschen Militärbefehlshaber für Belgien und Nordfrankreich ernannt. In dieser Eigenschaft hatte er zugleich die Leitung der Dienststelle des Auswärtigen Amtes in Brüssel inne. Die reale Übernahme der Geschäfte durch ihn erfolgte am 2. Juli 1943. Die Stellung des Vertreters des AA beim Militärbefehlshaber für Nordfrankreich behielt Mayr-Falkenberg bei, bis seine Dienststelle am 3. September 1944 infolge des alliierten Vormarsches in Nordfrankreich evakuiert werden musste.

### Nachkriegszeit
Zum Ende des Zweiten Weltkriegs wurde Mayr-Falkenberg von den Alliierten verhaftet und in Brüssel interniert. Seine Entlassung aus der Internierung erfolgte im Oktober 1946. In den folgenden Jahren betrieb er eine Anwaltspraxis in Augsburg. 1950 wurde Mayr-Falkenberg – der wahrscheinlich CSU-Mitglied war – Landrat des Kreises Marktoberdorf im Allgäu. Ehrenamtlich war er zudem Kreisvorsitzender des Bayerischen Roten Kreuzes.

## Beförderungen
- 21. Mai 1927: Legationssekretär
- 5. März 1934: Legationsrat
- 23. September 1935: Legationsrat I. Klasse
- 15. April 1939: Generalkonsul I. Klasse

## Persönliches
Am 27. Juli 1939 heiratete Mayr-Falkenberg Gutrun von Huller. Aus der Ehe gingen zwei Töchter, Uta und Anne, hervor.